# Luxi (köpinghuvudort i Kina, Jiangxi Sheng, lat 29,43, long 115,23)
Luxi är en köpinghuvudort i Kina. Den ligger i provinsen Jiangxi, i den sydöstra delen av landet, omkring 100 kilometer nordväst om provinshuvudstaden Nanchang. Antalet invånare är 32 606. Befolkningen består av 15 991 kvinnor och 16 615 män. Barn under 15 år utgör 21,0 %, vuxna 15-64 år 71 %, och äldre över 65 år 6,0 %.
Runt Luxi är det ganska tätbefolkat, med 93 invånare per kvadratkilometer. Luxi är det största samhället i trakten. I omgivningarna runt Luxi växer i huvudsak blandskog.
Genomsnittlig årsnederbörd är 2 252 millimeter. Den regnigaste månaden är maj, med i genomsnitt 345 mm nederbörd, och den torraste är januari, med 52 mm nederbörd.